# Neuenkirchen (bei Anklam)
Neuenkirchen település Németországban, Mecklenburg-Elő-Pomeránia tartományban. Lakosainak száma 222 fő (2023. december 31.).

## Népesség
A település népességének változása:
| Lakosok száma | 245  | 228  | 230  | 221  | 226  | 222  |
|               | 2014 | 2017 | 2019 | 2021 | 2022 | 2023 |